# Michal Simkanič
Michal Simkanič (* 1. října 1960, Praha) je podnikatel a bývalý předseda zaniklé politické strany Česká pravice.

## Životopis
Pochází z Prahy–Libně, kde v letech 1966–1967 chodil do základní školy Na zámku a pak v letech 1968–1975 do výběrové třídy tamtéž. V letech 1975–1979 absolvoval střední průmyslovou školu chemickou v Praze v Křemencově ulici. Následovala roční praxe v letech 1979–1980, kdy pracoval jako provozní mistr v podniku Astrid Praha.
V letech 1980–1984 studoval na potravinářské fakultě VŠCHT v Praze. Roční vojenskou službu v letech 1984–1985 absolvoval u pomocného stavebního praporu v Opatovicích nad Labem. Pak nastoupil na generální ředitelství Potravinářského obchodu Praha, kde byl v letech 1985–1987 referentem a v letech 1987–1988 vedoucím oddělení tzv. přímých dodávek. V letech 1988–1991 byl vedoucím oddělení velkoobchodu v podniku Potraviny Středočeský kraj.
Od roku 1991 působil jako podnikatel, majitel potravinářského systému VEGA v Praze.

### Politická kariéra
Do roku 1993 nebyl členem žádné politické strany. V letech 1993–1994 byl předsedou přípravného výboru politické strany Česká pravice a potom v letech 1994–1999 členem výkonného sboru a místopředsedou této strany. V letech 1999–2001 byl i nadále členem výkonného sboru a zároveň byl i výkonným místopředsedou, pověřeným řízením strany. Od roku 2001 byl členem výkonného sboru a předsedou strany.
V roce 2006 neúspěšně kandidoval do senátu na Praze 2.

### Aféra se směnkou
Michal Simkanič spálil nebo jinak znehodnotil směnku, kterou podle svých slov převzal od Rostislava Roda, v aféře kolem bytu bývalého premiéra Stanislava Grosse v roce 2005. Svůj čin pro média komentoval slovy: "Koupenou směnku jsem znehodnotil a byl bych rád, aby toto mé gesto bylo chápáno jako výraz sounáležitosti se všemi, kdo jsou pronásledováni médii nikoliv na základě faktů, ale nálad či objednávky," a "Chci zastavit novinářský hon na premiéra a dát mu čas. Jsem přesvědčen, že když dostane pár dní, tak to vyhodnotí sám a odstoupí. Jednoznačně prokázal, že zemi vést nemůže."